# Inmigración coreana en Filipinas

Bandera de Corea del Sur.

Bandera de Filipinas.

La inmigración coreana en Filipinas se remonta a partir del siglo XX, la mayor parte de los inmigrantes que llegaron al país proceden de Corea del Sur y una minoría de Corea del Norte. Tras la guerra de Corea (1950-1953), muchos ciudadanos tuvieron que salir fuera de sus países de origen hacia otras naciones para estar lejos de los conflictos desatados y buscar mejor vida. Además, según datos es el séptimo mayor grupo de inmigrantes repartido por el mundo. Actualmente, los inmigrantes japoneses también se dedican a las mismas actividades, como al comercio, la pequeña industria, la agricultura y entre otros. Los hijos o descendientes de inmigrantes coreanos (turistas, refugiados, hacendados, etc.), que se encuentran en Filipinas con una descendencia mixta aproximadamente la conforman unos 86,800 ciudadanos, instalados principalmente en ciudades como en el Metro Manila, Bacólod, Cebú, Dávao, Iloílo y Cagayán de Oro. Seguido después por Australia y Vietnam, también con descendencia mixta en estos países.

## Notables personajes
- Sam Oh, presentador de radio y televisión.
- Sandara Park, actriz de cine y televisión
- Grace Lee, presentador de radio y televisión.
- Jang Jae-jung, presidente de la Asociación Corea en Filipinas.

- Datos: Q495519